# Sergueï Nikitine
 (avril 2021).
Si vous disposez d'ouvrages ou d'articles de référence ou si vous connaissez des sites web de qualité traitant du thème abordé ici, merci de compléter l'article en donnant les références utiles à sa vérifiabilité et en les liant à la section « Notes et références ».
Pour les articles homonymes, voir Nikitine.

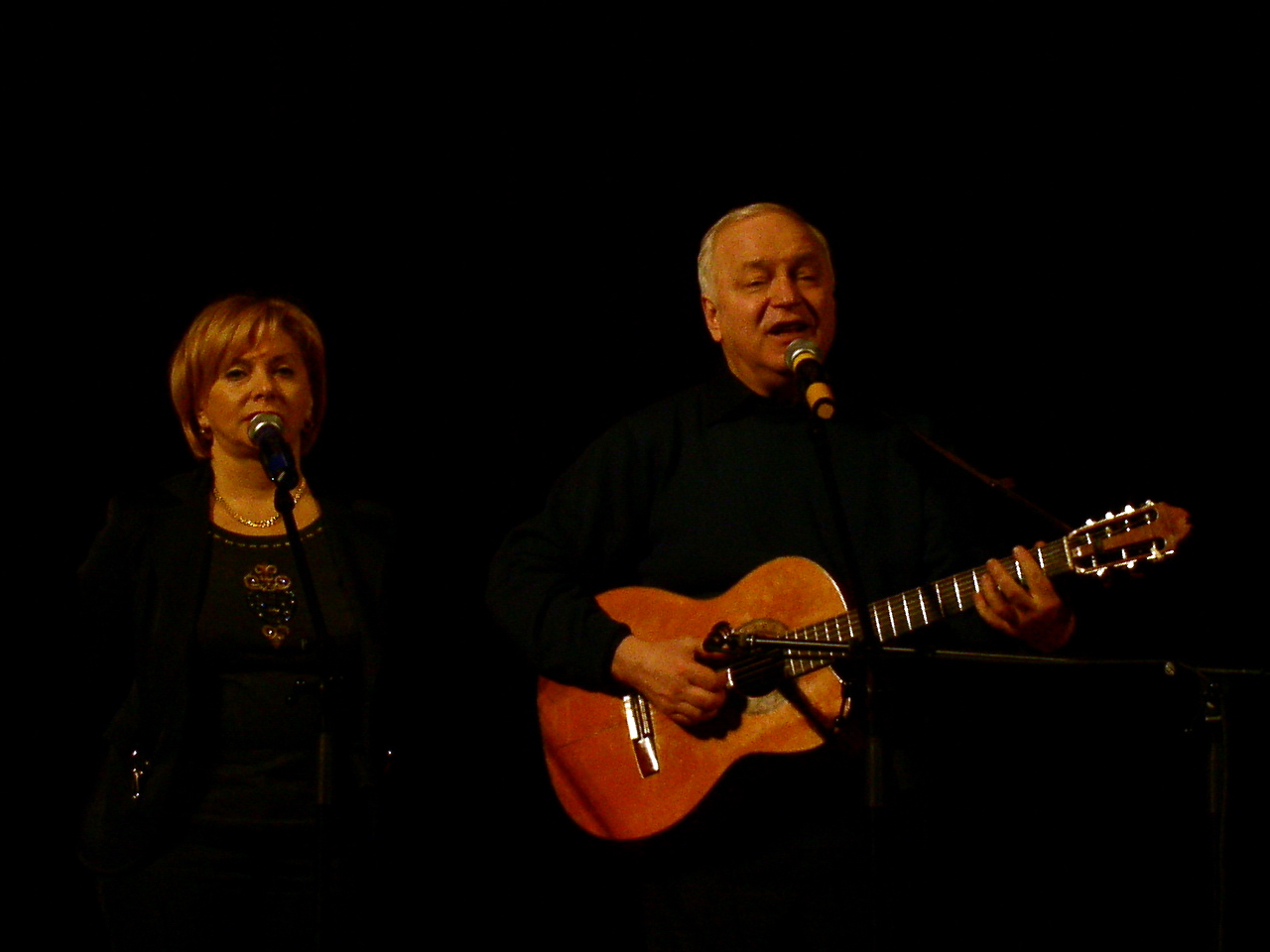
Tatiana et Sergueï Nikitine

Sergueï Iakovlevitch Nikitine (en russe : Сергей Яковлевич Никитин), né le 8 mars 1944 à Moscou, est un chanteur et compositeur russe. Il travaille fréquemment avec sa femme Tatiana Nikitina. Ils sont particulièrement connus pour leurs compositions de musiques pour enfants et leurs bandes originales de films.

## Biographie
Il sort diplômé du département de physique de l'université d'État de Moscou en 1968. 
En 1971, il soutient sa thèse en biophysique à l'université d'État de Moscou. Il devient ensuite chercheur à l'institut Zelinsky de chimie organique de Moscou, jusqu'en 1980. Il continue ensuite ses recherches à l'institut de biophysique de Pouchtchino jusqu'en 1987. 
Il passe son doctorat en physique en 1983. 

### Carrière musicale
Il compose sa première chanson, Sur les chemins (В дорогу), en 1962.
De 1963 à 1968 il est membre d'un quartet, avec Sergueï Smirnov, Boris Geller et Alekseï Monakhov. Ils sont rejoints plus tard par Vadim Khait. Entre 1968 et 1977, il intègre un quintet, avec sa femme Tatiana Nikitina, Carmen Santacreu, Vladimir Ouline et Nikolaï Tourkine. La valse de Nikitine "Aleksandra" s'apparente à la célèbre Loca de Amor de Rodolfo Biagi. 
De 1987 à 1995 il devient chef d'orchestre du théâtre Oleg Tabakov.

## Discographie

### CD
- Sur la musique de Vivaldi (Под музыку Вивальди), 1994
- Grand secret pour petite compagnie ("Большой секрет для маленькой компании"), 1995
- Hier le crocodile a souri, 1995
- Britch-Mulla ("Брич-Мулла", Chanson de Sergueï Nikitine sur les vers de Dmitri Soukharev cf. Britchmulla), 1996
- Les sentiers de l'amour ("Часовые любви", Reprises de chanson de Boulat Okoudjava)
- On ne choisi pas son époque, 1998
- La fille et la pâte à modeler, 1998
- Quelque chose est en train de m'arriver (Chanson de Sergueï Nikitine sur les vers Ievgueni Yevtouchenko), 1999
- Retour pour nous deux (Sergueï Nikitine, Piotr Todorvski)
- Cinéma en noir et blanc, 2002
- Vacances d'hiver, 2002

### Bandes originales de films
- Une histoire presque risible
- Voyage dans une vieille voiture
- Moscou ne croit pas aux larmes
- L'ancien nouvel an

### Bandes originales de films d'animation
- Grand secret pour petite compagnie (1979)
- Le garçon marchait, le corbeau volait (1981)
- La peau de loup (1982)

### Musiques pour le théâtre
- Pour une production de Veniamine Smekhov - Ali Baba et les quarante voleurs
- Opéra Le Violon de Rothschild (d'après Anton Tchekhov)